# Dorothéa Steinbruch
Dorothéa Steinbruch era viúva de Mendel Steinbruch, co-fundador do Grupo Vicunha e figura na lista da revista Forbes como uma das pessoas mais ricas do mundo.
É mãe de Benjamin Steinbruch. Dorothéa Steinbruch foi anunciada como 160ª pessoa mais rica do mundo, teve sua fortuna triplicada de 2007 para 2008 com de crescimento de US$ 1,8 bilhão para US$ 6,1 bilhões.
Mãe de três filhos foi dona da maior empresa de aço do Brasil, Companhia Siderúrgica Nacional (CSN). 
Sua família também é dona do Grupo Vicunha que hoje tem fábricas até na Ásia e também são proprietários do Banco Fibra, que atualmente tem ativos de US$ 5,7 bilhões.
Morreu em 21 de novembro de 2015 e foi sepultada no Cemitério Israelita do Butantã.